# Garreta ruficornis
Garreta ruficornis là một loài bọ cánh cứng trong họ Bọ hung (Scarabaeidae).